# 庫古基
51°44′22″N 32°15′39″E / 51.73944°N 32.26083°E
庫古基（烏克蘭語：Кугуки），是烏克蘭北部的村莊，隸屬切爾尼希夫州的科留基夫卡區。該村面積0.01平方公里，海拔高度144米，2001年人口45，人口密度每平方公里3,750人。